# قلعه لنکستر
«قلعه لنکستر» یک قلعه و زندان سابق قرون وسطایی در لنکستر در شهرستان لانکاشر انگلستان است. تاریخچه اولیه آن نامشخص است، اما ممکن است در قرن یازدهم میلادی و در محل یک قلعه رومی مشرف به گذرگاه رودخانه لون بنا شده باشد. در سال ۱۱۶۴ افتخار لنکستر، از جمله قلعه، تحت کنترل سلطنتی قرار گرفت. در سال‌های ۱۳۲۲ و ۱۳۸۹ اسکاتلندی‌ها به انگلستان حمله کرده و تا لنکستر پیش رفتند و به قلعه آسیب رساندند. تا زمان جنگ داخلی انگلیس دیگر شاهد اقدام نظامی نبودیم. این قلعه اولین بار در سال ۱۱۹۶ به عنوان زندان مورد استفاده قرار گرفت، اگرچه این جنبه در طول جنگ داخلی انگلیس اهمیت بیشتری یافت. ساختمان‌های قلعه متعلق به حاکمیت بریتانیا به عنوان دوک لنکستر است. بخشی از ساختار برای میزبانی جلسات دادگاه جزا استفاده می‌شود.
تا سال ۲۰۱۱ اکثر ساختمان‌ها به عنوان زندان اچ ام لنکستر به وزارت دادگستری اجاره داده شد و پس از آن قلعه به مدیریت دوک‌نشین بازگردانده شد. این قلعه اکنون هفت روز در هفته به روی عموم باز است و در حال بازسازی در مقیاس بزرگ است. یک میدان عمومی وسیع و گسترده وجود دارد که امکان دسترسی به منطقه سرپوشیده را فراهم می‌کند، که در سال ۲۰۱۹ بازسازی شد. بخش جدیدی از کافه، در مقابل دیوار پرده بیرونی قدیمی ساخته شده است، که ارتفاع آن کاهش یافته است تا بتواند مناظری از همسایه لنکستر پریوری را داشته باشد. این اولین افزودنی قرن بیست و یکمی به قلعه است. ساختمان بازسازی‌شده دیگری در مجاورت کافه به دانشگاه لنکستر به عنوان پردیس در شهر با امکانات کنفرانس کوچک اجاره داده شده است.